# Précy-Notre-Dame
Précy-Notre-Dame település Franciaországban, Aube megyében. Lakosainak száma 68 fő (2022. január 1.). Précy-Notre-Dame Blaincourt-sur-Aube, Épagne, Lesmont, Pel-et-Der és Précy-Saint-Martin községekkel határos.

## Népesség
A település népessége az elmúlt években az alábbi módon változott:
| Lakosok száma | 91   | 77   | 76   | 79   | 89   | 84   | 82   | 81   | 77   | 68   |
|               | 1968 | 1982 | 1990 | 2006 | 2013 | 2015 | 2017 | 2019 | 2020 | 2022 |